# Động đất ngoài khơi Quần đảo Kuril 2007
Động đất ngoài khơi Quần đảo Kuril 2007 (2007年千島列島沖地震) là trận động đất xảy ra lúc 13:23 (JST), ngày 13 tháng 1 năm 2007. Trận động đất có cường độ 8,1 Mw, tâm chấn độ sâu khoảng 5,7 km. Sóng thần cao 43 cm tại Miyakejima. Không có báo cáo thương vong nào xảy ra sau trận động đất.